# Greg Newsome II
Gregory Newsome II (Chicago, 18 maggio 2000) è un giocatore di football americano statunitense che milita nel ruolo di cornerback per i Cleveland Browns della National Football League (NFL).

## Carriera universitaria
Newsome fece registrare 71 tackle e un intercetto in tre anni a Northwestern. Partì come titolare in 18 partite e guidò i Wildcats a due finali della Big Ten Conference. Nel 2020 fu nominato All-American da The Athletic. A fine anno decise di passare tra i professionisti.

## Carriera professionistica
Newsome fu scelto come 26º assoluto nel Draft NFL 2021 dai Cleveland Browns. Debuttò come professionista nella gara del primo turno contro i Kansas City Chiefs mettendo a segno un tackle. A fine stagione inserito nella formazione ideale dei rookie dalla Pro Football Writers Association dopo avere fatto registrare 34 placcaggi e 9 passaggi deviati.

## Palmarès
- PFWA All-Rookie Team - 2021